# 500 홈런 클럽

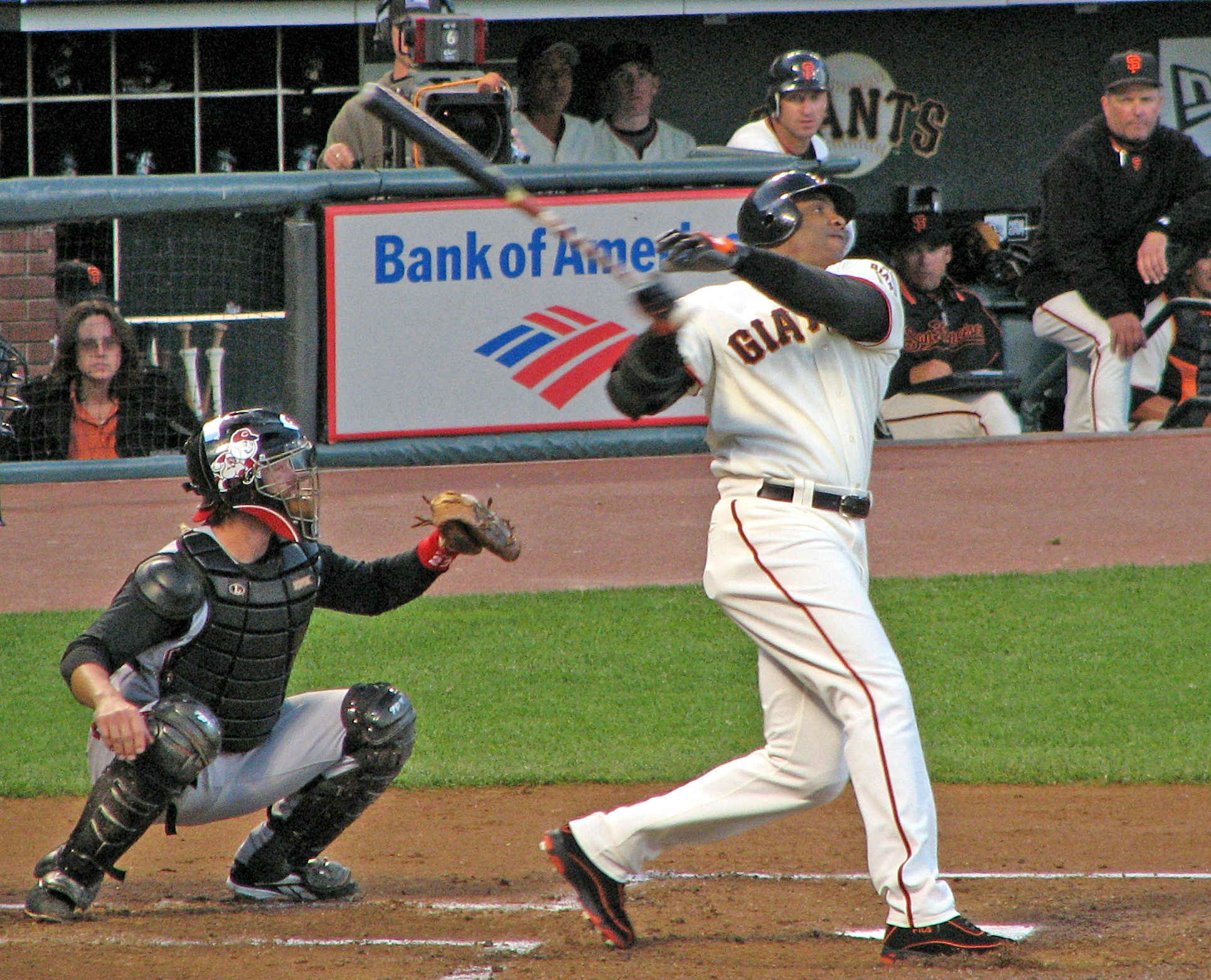
배리 본즈는 2001년에 500 홈런 클럽에 가입했으며, 2007년에 통산 762번째 홈런을 쳐내 메이저 리그 신기록을 세웠다.

메이저 리그 베이스볼(MLB)에서, 500 홈런 클럽(500 home run club)에는 통산 500개 또는 그 이상의 홈런을 쳐낸 타자들이 가입되어 있다. 1929년 8월 11일, 베이브 루스가 이 클럽에 처음으로 입성했다. 베이브 루스는 통산 714개의 홈런을 쳐냈고, 이 기록은 1935년부터 1974년 행크 에런이 신기록을 세우기 전까지 깨지지 않았다. 행크 에런의 755홈런 기록은 2007년 배리 본즈의 762홈런으로 깨졌다. 가장 최근에 이 클럽에 가입한 타자는 미겔 카브레라로, 2021년 8월 22일에 500 홈런을 쳤다.500 홈런 클럽에는 지금까지 모두 28명의 선수들이 가입되어 있다.
500개 이상의 홈런을 친 28명의 선수 중에 15명이 우타, 11명이 좌타, 그리고 2명이 스위치 히터이다. 샌프란시스코 자이언츠와 보스턴 레드삭스는 메이저 리그 팀 가운데 유일하게 이 기록을 달성한 선수를 네 명(자이언츠의 경우 뉴욕 자이언츠 시절의 멜 오트, 윌리 메이스, 윌리 맥코비, 배리 본즈, 레드삭스의 경우 지미 폭스, 테드 윌리엄스, 매니 라미레스, 데이비드 오르티스)이나 보유하고 있다. 특히 500 홈런을 달성한 선수들 중 행크 에런, 윌리 메이스, 에디 머리, 라파엘 팔메이로, 앨버트 푸홀스, 알렉스 로드리게스, 미겔 카브레라는 3000 안타 클럽에도 이름을 올리고 있다. 게리 셰필드의 500 홈런은 그가 뉴욕 메츠 유니폼을 입고 처음으로 쳐낸 홈런이면서 동시에 메츠 팀 프랜차이즈 사상 첫 500 홈런 기록이기도 했다. 알렉스 로드리게스는 32년 8일만에 이 기록을 달성한 최연소 선수이며, 테드 윌리엄스는 41년 291일만에 이 기록을 달성한 최고령 선수이다.
최근 들어서 그 가치가 전보다 떨어졌다고는 하지만, 여전히 500 홈런 클럽 가입은 미국 야구 명예의 전당에 들어갈 수 있는 보증 수표로 인정받는다. 2013년에 배리 본즈와 새미 소사는 후보 자격을 얻었지만, 각각 36.2%와 12.5%에 그쳐 입회 조건인 75%를 채우는 데는 한참 모자랐다. 명예의 전당 후보가 될 수 있는 자격 조건은 선수가 ‘은퇴한지 5년이 지난 후’ 또는 드물게 최소 6개월 내에 사망한 경우이다. 최근에 500 홈런을 달성하는 선수들이 많아지면서, 이 기록이 명예의 전당 입성의 기준이 되기에는 조금 부족하다는 주장도 나오고 있다. 특히 1999년부터 2009년 사이에 선수 10명이 500 홈런 클럽에 들어왔고, 그들 중 몇몇은 경기력 향상 약물 복용 의혹으로 인해 논란을 빚었었다. 몇몇 기자와 팬들은 마크 맥과이어에게 표를 주지 않는 것이 ‘스테로이드 시대’의 선수들을 올바르게 심판하는 방법이라고 믿고 있다. 미국야구기자협회가 발표한 2014년 명예의 전당 투표 결과 라파엘 팔메이로는 4.4%의 득표에 그치며 후보에서 탈락해, 500 홈런 이상을 치고도 명예의 전당 입성에 실패한 첫 선수가 되었다. 후보에 오른 선수는 최소 5%의 표를 얻어야 다음 해에도 후보 자격을 유지할 수 있다.

## 설명
| 선수      | 선수의 이름                    |
| 홈런      | 통산 홈런 수                   |
| 날짜      | 500 홈런을 달성한 날짜         |
| 팀        | 500 홈런을 달성했을 때 소속 팀 |
| 시즌      | 메이저 리그에서 뛰었던 기간    |
| 칼표      | 미국 야구 명예의 전당 헌액자   |
| 이중 칼표 | 현역 선수                      |

## 회원

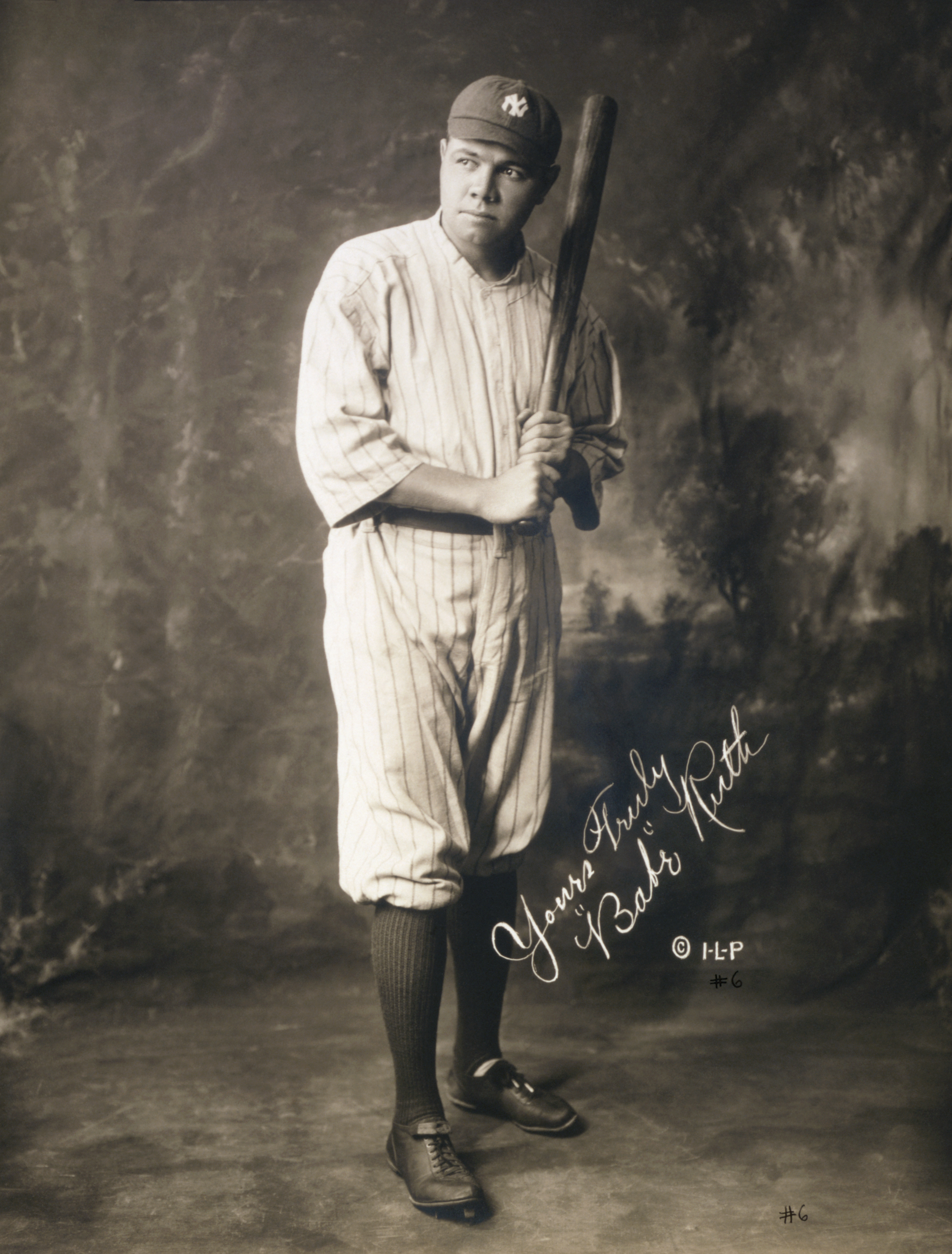
베이브 루스는 500 홈런을 달성한 첫 선수로 통산 714홈런을 쳐냈으며 이 기록은 1974년까지 깨지지 않았다.

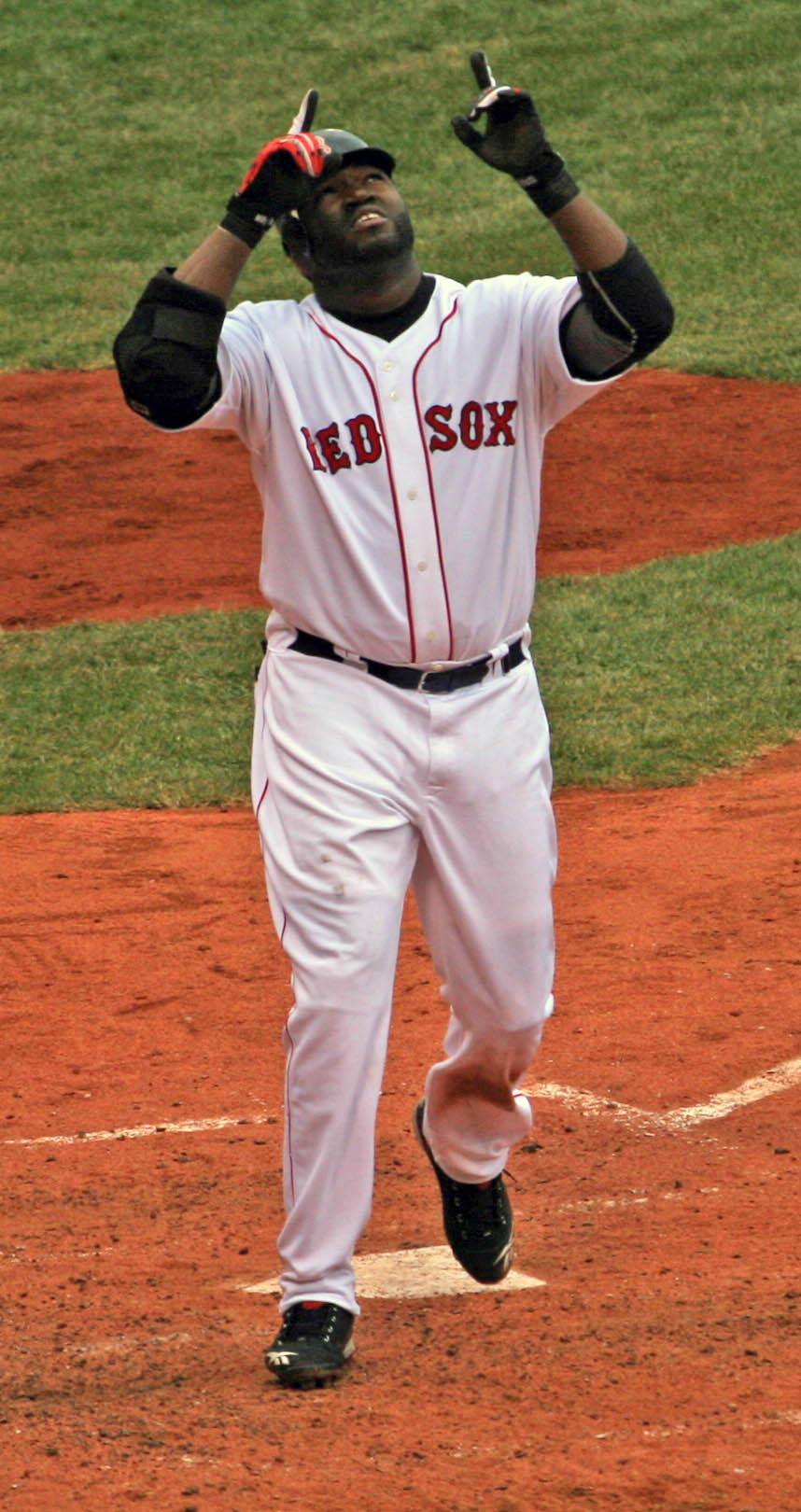
다비드 오르티스는 가장 최근에 500 홈런을 기록한 선수이며, 1999년부터 2015년 사이에 500홈런을 달성한 12명의 선수 중 한 명이다.

※ 2024 시즌 종료 기준.
| 선수              | 홈런 | 날짜            | 팀                                  | 시즌                 | 각주          |
| ----------------- | ---- | --------------- | ----------------------------------- | -------------------- | ------------- |
| 배리 본즈         | 762  | 2001년 4월 17일 | 샌프란시스코 자이언츠               | 1986~2007            | [ 16 ]        |
| 행크 에런         | 755  | 1968년 7월 14일 | 애틀란타 브레이브스                 | 1954~1976            | [ 17 ]        |
| 베이브 루스       | 714  | 1929년 8월 11일 | 뉴욕 양키스                         | 1914~1935            | [ 18 ]        |
| 앨버트 푸홀스     | 703  | 2014년 4월 22일 | 로스앤젤레스 에인절스 오브 애너하임 | 2001~2022            | [ 19 ]        |
| 알렉스 로드리게스 | 696  | 2007년 8월 4일  | 뉴욕 양키스                         | 1994~2013, 2015~2016 | [ 5 ] [ 20 ]  |
| 윌리 메이스       | 660  | 1965년 9월 13일 | 샌프란시스코 자이언츠               | 1951~1952, 1954~1973 | [ 21 ]        |
| 켄 그리피 주니어  | 630  | 2004년 6월 20일 | 신시내티 레즈                       | 1989~2010            | [ 22 ]        |
| 짐 토미           | 612  | 2007년 9월 16일 | 시카고 화이트삭스                   | 1991~2012            | [ 7 ] [ 23 ]  |
| 새미 소사         | 609  | 2003년 4월 4일  | 시카고 컵스                         | 1989~2005, 2007      | [ 24 ]        |
| 프랭크 로빈슨     | 586  | 1971년 9월 13일 | 볼티모어 오리올스                   | 1956~1976            | [ 25 ]        |
| 마크 맥과이어     | 583  | 1999년 8월 5일  | 세인트루이스 카디널스               | 1986~2001            | [ 26 ]        |
| 하먼 킬러브루     | 573  | 1971년 8월 10일 | 미네소타 트윈스                     | 1954~1975            | [ 27 ]        |
| 라파엘 팔메이로   | 569  | 2003년 5월 11일 | 텍사스 레인저스                     | 1986~2005            | [ 28 ]        |
| 레지 잭슨         | 563  | 1984년 9월 17일 | 캘리포니아 에인절스                 | 1967~1987            | [ 29 ]        |
| 매니 라미레스     | 555  | 2008년 5월 31일 | 보스턴 레드삭스                     | 1993~2011            | [ 30 ] [ 31 ] |
| 마이크 슈미트     | 548  | 1987년 4월 18일 | 필라델피아 필리스                   | 1972~1989            | [ 32 ]        |
| 데이비드 오르티스 | 541  | 2015년 9월 13일 | 보스턴 레드삭스                     | 1997~2016            | [ 33 ]        |
| 미키 맨틀         | 536  | 1967년 5월 14일 | 뉴욕 양키스                         | 1951~1968            | [ 34 ]        |
| 지미 폭스         | 534  | 1940년 9월 24일 | 보스턴 레드삭스                     | 1925~1942, 1944~1945 | [ 35 ]        |
| 테드 윌리엄스     | 521  | 1960년 6월 17일 | 보스턴 레드삭스                     | 1939~1942, 1946~1960 | [ 36 ]        |
| 윌리 맥코비       | 521  | 1978년 6월 30일 | 샌프란시스코 자이언츠               | 1959~1980            | [ 37 ]        |
| 프랭크 토마스     | 521  | 2007년 6월 28일 | 토론토 블루제이스                   | 1990~2008            | [ 38 ] [ 39 ] |
| 어니 뱅크스       | 512  | 1970년 5월 12일 | 시카고 컵스                         | 1953~1971            | [ 40 ]        |
| 에디 매슈스       | 512  | 1967년 7월 14일 | 휴스턴 애스트로스                   | 1952~1968            | [ 41 ]        |
| 멜 오트           | 511  | 1945년 8월 1일  | 뉴욕 자이언츠                       | 1926~1947            | [ 42 ]        |
| 미겔 카브레라     | 511  | 2021년 8월 22일 | 디트로이트 타이거즈                 | 2003~2023            | [ 43 ]        |
| 게리 셰필드       | 509  | 2009년 4월 17일 | 뉴욕 메츠                           | 1988~2009            | [ 4 ] [ 44 ]  |
| 에디 머리         | 504  | 1996년 9월 6일  | 볼티모어 오리올스                   | 1977~1997            | [ 45 ]        |

## 같이 보기
- 3000 안타 클럽

## 참조
일반
- “Career Leaders & Records for Home Runs”. 《Baseball-Reference.com》 (영어). Sports Reference LLC. 2010년 7월 15일에 확인함.
- “500 Home Run Club ~ Milestones”. 《MLB.com》 (영어). 메이저 리그 베이스볼. 2015년 4월 12일에 원본 문서에서 보존된 문서. 2010년 7월 15일에 확인함.

세부
1. 1 2  “Progressive Leaders & Records for Home Runs”. 《Baseball-Reference.com》 (영어). Sports Reference LLC. 2015년 3월 15일에 원본 문서에서 보존된 문서. 2010년 7월 4일에 확인함.
2. ↑  “500 Home Run Club”. 《MLB.com》 (영어). 메이저 리그 베이스볼. 2016년 10월 2일에 확인함.
3. ↑  Kelly, Matt (2021년 9월 7일). “The 500 Home Run Club”. 《MLB.com》 (영어). 메이저 리그 베이스볼. 2022년 4월 22일에 확인함.
4. 1 2 3  Ghiroli, Brittany (2009년 4월 18일). “Sheffield joins elite club with No. 500”. 《MLB.com》 (영어). 메이저 리그 베이스볼. 2015년 4월 11일에 원본 문서에서 보존된 문서. 2010년 7월 15일에 확인함.
5. 1 2  Hoch, Bryan (2007년 8월 4일). “A-Rod belts historic 500th homer”. 《MLB.com》 (영어). 메이저 리그 베이스볼. 2015년 4월 9일에 원본 문서에서 보존된 문서. 2010년 7월 15일에 확인함.
6. 1 2 3  Passan, Jeff (2009년 4월 18일). “500 home run club losing its cachet”. 《야후! 스포츠》 (영어). 야후!. 2015년 4월 8일에 원본 문서에서 보존된 문서. 2010년 7월 15일에 확인함.
7. 1 2  Curry, Jack (2008년 4월 27일). “500 Home Runs, Zero Certainty for Thome”. 《뉴욕 타임스》 (영어). 2015년 4월 11일에 원본 문서에서 보존된 문서. 2010년 7월 15일에 확인함.
8. ↑  Romano, John (2009년 4월 22일). “Gary Sheffield's 500 home runs is merely a number, and not a very special one”. 《세인트피터스버그 타임스》 (영어). 2014년 1월 8일에 원본 문서에서 보존된 문서. 2010년 7월 15일에 확인함.
9. 1 2  Swartz, Cody (2009년 4월 19일). “Why 500 Home Runs No Longer Guarantees Admission to the Hall of Fame” (영어). 블리처 리포트. 2012년 10월 2일에 원본 문서에서 보존된 문서. 2010년 7월 15일에 확인함.
10. ↑  “2013 Hall of Fame Vote a Shutout” (보도 자료) (영어). 미국 야구 명예의 전당과 박물관. 2013년 1월 9일. 2013년 1월 15일에 원본 문서에서 보존된 문서. 2013년 1월 9일에 확인함.
11. ↑  “BBWAA Election Rules” (영어). 미국 야구 명예의 전당. 2015년 3월 21일에 원본 문서에서 보존된 문서. 2010년 7월 15일에 확인함.
12. ↑  Kurkjian, Tim (2012년 1월 9일). “Whopper of a list of names await in 2013” (영어). ESPN.com. 2014년 11월 1일에 원본 문서에서 보존된 문서. 2012년 5월 11일에 확인함.
13. ↑  “Bonds says Rose, McGwire belong in Hall of Fame”. 《ESPN.com》 (영어). AP. 2007년 1월 18일. 2015년 4월 7일에 원본 문서에서 보존된 문서. 2010년 7월 15일에 확인함.
14. ↑  “McGwire denied Hall; Gwynn, Ripken get in”. 《NBC 스포츠》 (영어). AP. 2007년 1월 10일. 2012년 10월 9일에 원본 문서에서 보존된 문서. 2010년 7월 15일에 확인함.
15. ↑  “Rafael Palmeiro Becomes First Fatality of PED Era” (영어). 2014년 1월 8일. 2015년 4월 6일에 원본 문서에서 보존된 문서.
16. ↑  “Barry Bonds Statistics and History”. 《Baseball-Reference.com》 (영어). Sports Reference. 2015년 3월 31일에 원본 문서에서 보존된 문서. 2010년 7월 15일에 확인함.
17. ↑  “Hank Aaron Statistics and History”. 《Baseball-Reference.com》 (영어). Sports Reference. 2015년 3월 15일에 원본 문서에서 보존된 문서. 2010년 7월 15일에 확인함.
18. ↑  “Babe Ruth Statistics and History”. 《Baseball-Reference.com》 (영어). Sports Reference. 2015년 3월 21일에 원본 문서에서 보존된 문서. 2010년 7월 15일에 확인함.
19. ↑  White, Paul (2014년 4월 22일). “Albert Pujols: 500 home runs, and looking like old self”. 《USA 투데이》 (영어). 2015년 11월 30일에 원본 문서에서 보존된 문서. 2014년 4월 23일에 확인함.
20. ↑  “Alex Rodriguez Statistics and History”. 《Baseball-Reference.com》 (영어). Sports Reference. 2010년 7월 12일에 원본 문서에서 보존된 문서. 2010년 7월 15일에 확인함.
21. ↑  “Willie Mays Statistics and History”. 《Baseball-Reference.com》 (영어). Sports Reference. 2015년 3월 26일에 원본 문서에서 보존된 문서. 2010년 7월 15일에 확인함.
22. ↑  “Ken Griffey Statistics and History”. 《Baseball-Reference.com》 (영어). Sports Reference. 2015년 3월 21일에 원본 문서에서 보존된 문서. 2010년 7월 15일에 확인함.
23. ↑  “Jim Thome Statistics and History”. 《Baseball-Reference.com》 (영어). Sports Reference. 2015년 3월 19일에 원본 문서에서 보존된 문서. 2010년 7월 15일에 확인함.
24. ↑  “Sammy Sosa Statistics and History”. 《Baseball-Reference.com》 (영어). Sports Reference. 2015년 3월 21일에 원본 문서에서 보존된 문서. 2010년 7월 15일에 확인함.
25. ↑  “Alex Rodriguez Statistics and History”. 《Baseball-Reference.com》 (영어). Sports Reference. 2015년 3월 21일에 원본 문서에서 보존된 문서. 2010년 7월 15일에 확인함.
26. ↑  “Mark McGwire Statistics and History”. 《Baseball-Reference.com》 (영어). Sports Reference. 2015년 2월 6일에 원본 문서에서 보존된 문서. 2010년 7월 15일에 확인함.
27. ↑  “Harmon Killebrew Statistics and History”. 《Baseball-Reference.com》 (영어). Sports Reference. 2015년 3월 29일에 원본 문서에서 보존된 문서. 2010년 7월 15일에 확인함.
28. ↑  “Rafael Palmeiro Statistics and History”. 《Baseball-Reference.com》 (영어). Sports Reference. 2015년 3월 19일에 원본 문서에서 보존된 문서. 2010년 7월 15일에 확인함.
29. ↑  “Reggie Jackson Statistics and History”. 《Baseball-Reference.com》 (영어). Sports Reference. 2015년 3월 29일에 원본 문서에서 보존된 문서. 2010년 7월 15일에 확인함.
30. ↑  “Manny Ramirez Statistics and History”. 《Baseball-Reference.com》 (영어). Sports Reference. 2015년 3월 21일에 원본 문서에서 보존된 문서. 2010년 7월 15일에 확인함.
31. ↑  Browne, Ian (2008년 7월 1일). “Manny cements his place in history”. 《MLB.com》 (영어). 메이저 리그 베이스볼. 2015년 4월 12일에 원본 문서에서 보존된 문서. 2010년 7월 15일에 확인함.
32. ↑  “Mike Schmidt Statistics and History”. 《Baseball-Reference.com》 (영어). Sports Reference. 2015년 3월 29일에 원본 문서에서 보존된 문서. 2010년 7월 15일에 확인함.
33. ↑  “David Ortiz Statistics and History”. 《Baseball-Reference.com》 (영어). Sports Reference. 2010년 7월 12일에 원본 문서에서 보존된 문서. 2010년 9월 13일에 확인함.
34. ↑  “Mickey Mantle Statistics and History”. 《Baseball-Reference.com》 (영어). Sports Reference. 2015년 4월 2일에 원본 문서에서 보존된 문서. 2010년 7월 15일에 확인함.
35. ↑  “Jimmie Foxx Statistics and History”. 《Baseball-Reference.com》 (영어). Sports Reference. 2015년 3월 21일에 원본 문서에서 보존된 문서. 2010년 7월 15일에 확인함.
36. ↑  “Ted Williams Statistics and History”. 《Baseball-Reference.com》 (영어). Sports Reference. 2015년 3월 24일에 원본 문서에서 보존된 문서. 2010년 7월 15일에 확인함.
37. ↑  “Willie McCovey Statistics and History”. 《Baseball-Reference.com》 (영어). Sports Reference. 2015년 3월 29일에 원본 문서에서 보존된 문서. 2010년 7월 15일에 확인함.
38. ↑  “Frank Thomas Statistics and History”. 《Baseball-Reference.com》 (영어). Sports Reference. 2015년 3월 21일에 원본 문서에서 보존된 문서. 2010년 7월 15일에 확인함.
39. ↑  Kieser, Joe (2007년 6월 28일). “Thomas launches No. 500 at Metrodome”. 《MLB.com》 (영어). 메이저 리그 베이스볼. 2015년 4월 11일에 원본 문서에서 보존된 문서. 2010년 7월 15일에 확인함.
40. ↑  “Ernie Banks Statistics and History”. 《Baseball-Reference.com》 (영어). Sports Reference. 2015년 3월 21일에 원본 문서에서 보존된 문서. 2010년 7월 15일에 확인함.
41. ↑  “Eddie Mathews Statistics and History”. 《Baseball-Reference.com》 (영어). Sports Reference. 2015년 3월 29일에 원본 문서에서 보존된 문서. 2010년 7월 15일에 확인함.
42. ↑  “Mel Ott Statistics and History”. 《Baseball-Reference.com》 (영어). Sports Reference. 2015년 3월 29일에 원본 문서에서 보존된 문서. 2010년 7월 15일에 확인함.
43. ↑  “Miguel Cabrera Career Stats”. 《Baseball-Reference.com》 (영어). Sports Reference. 2021년 8월 22일에 확인함.
44. ↑  “Gary Sheffield Statistics and History”. 《Baseball-Reference.com》 (영어). Sports Reference. 2015년 2월 16일에 원본 문서에서 보존된 문서. 2010년 7월 15일에 확인함.
45. ↑  “Eddie Murray Statistics and History”. 《Baseball-Reference.com》 (영어). Sports Reference. 2015년 3월 22일에 원본 문서에서 보존된 문서. 2010년 7월 15일에 확인함.